# Église en bois de la Sainte-Trinité de Radijevići
Pour les articles homonymes, voir Église de la Sainte-Trinité.
L'église en bois de la Sainte-Trinité de Radijevići (en serbe cyrillique : Црква брвнара у Радијевићима ; en serbe latin : Crkva brvnara u Radijevićima) est une église orthodoxe serbe située à Radijevići, dans la municipalité de Nova Varoš et dans le district de Zlatibor, en Serbie. Elle est inscrite sur la liste des monuments culturels de grande importance de la république de Serbie (identifiant no SK 492),.

## Présentation
L'église, située dans les monts Zlatar, a été construite en 1808 à l'initiative de Vasilije Purić, un prêtre originaire d'Herzégovine,. Édifiée pendant une courte trève lors du Premier soulèvement serbe contre les Ottomans, elle prend l'apparence d'une maison rurale, probablement pour dissimuler sa fonction de lieu de culte,.
De plan carré, l'édifice s'élève sur une base en pierre et les murs sont constitués de rondins ; le toit est recouvert de bardeaux. Comme la base, l'abside de l'autel est en pierre concassée,. Les portes des côtés nord et sud de l'église sont modestement décorées, tandis que l'ouverture de la fenêtre est constituée de trois lattes verticales profilées,.
Fuyant Travnik avec sa famille, Vasilije Purić a apporté à Radijevići cinq icônes du peintre Andrija Raičević (vers 1610-après 1673), ainsi qu'un diskos (sorte de patène) en argent, partiellement doré avec une inscription ; ce diskos date de 1673-1674,.
On suppose que les icônes ont été créées en même temps que le diskos et pour la même église. Toutes ces peintures sont de dimensions égales, peintes sur fond rouge ; y sont figurés le Christ, la Mère de Dieu avec le Christ Enfant, l'archange saint Michel, les apôtres saint Pierre et saint Paul et Saint Georges tuant le dragon. Sur le plans du style, les icônes de Radijević font partie des plus belles réalisations du XVIIe siècle ; leur rénovation a été réalisée en 1960, en même temps que les travaux de restauration de l'église,.